# Morgawr
En el folclore córnico, el Morgawr (que significa gigante de mar en idioma córnico) es una serpiente marina que supuestamente habita el mar cerca de Falmouth Bay, Cornualles, Inglaterra.

## Historia
Según la leyenda, la criatura apareció por primera vez cerca de Pendennis Point en 1975, describiéndose como un tronco con un cuello muy largo y una piel negra o marrón "como la del león marino". Los pescadores de caballa locales culparon del mal tiempo y de la mala pesca a los supuestos avistamientos del monstruo. Algunas versiones de la historia dicen que el monstruo apareció después de que el submarino alemán U28 torpedeó un barco mercante británico durante la Primera Guerra Mundial, y lo describe de 18.29 metros largo, con forma de cocodrilo, con cuatro patas palmeadas y una poderosa cola.
Los folcloristas especulan que el autor de Cornualles, Tony "Doc" Shiels "inventó" la criatura como un bulo, acuñando el nombre de "Morgawr" después de afirmar haberlo visto en 1976. Según la historia, Shiels envió el periódico Falmouth Packet fotografías del monstruo atribuido a un individuo anónimo llamado "Mary F". El mismo año en julio, los pescadores John Cock y George Vinnicombe afirmaron haber avistado a la criatura en las aguas de Lizard Point. También en 1976, Shiels afirmó haber fotografiado a la criatura que yacía bajo en el agua cerca de Mawnan. Según algunas anécdotas, la escritora británica Sheila Bird afirmó haber visto al monstruo mientras caminaba por los acantilados de Gerrans Bay en 1985.
La leyenda continúa hasta el día de hoy con reclamos esporádicos de avistamientos de Morgawr en la franja costera entre Rosemullion Head y Toll Point conocida popularmente como "Milla de Morgawr".

## En la cultura popular
- The Morgow Rises! es una novela de terror del autor de Cornualles, Peter Berresford Ellis con una serpiente de mar llamada "Morgow".[4]
- Según los informes, la leyenda inspiró a una serpiente llamada "Morgawrus" que apareció en A Warlock in Whitby por Robin Jarvis.[5]
- Una raza de hombres-serpiente marina cancerosos y mutados llamada Morgawr es una facción jugable en el videojuego de construcción de imperios Endless Legend.